# Giorgio Agamben
Giorgio Agamben (Rim, 1942.), talijanski pravnik, profesor estetike, publicist

## Životopis
Rodio se u Rimu. podučavao estetiku na Sveučilišnom institutu za arhitekturu (IUAV) u Veneciji i živi prilično povučeno. Po izobrazbi je pravnik, a neko je vrijeme studirao književnost i filozofiju. U mladosti se družio s P. P. Pasolinijem - u njegovu Evanđelju po Mateju glumio je čak apostola Filipa (usporednice s Pasolinijevim stvaralaštvom vuku se kroz čitavo Agambenovo djelo), Elsom Morante, Albertom Moravijom i drugim književnicima. Za filozofiju ga je oduševio Martin Heidegger - Agamben je naime prisustvovao njegovim seminarima što ih je pjesnik Rene Char organizirao u Le Thoru, u Provansi, 1966. i 1968. godine -, koji ostaje njegovim stalnim sugovornikom. Drugi učitelj, prema njegovim riječima još značajniji, bio je Walter Benjamin, čija je djela objavio na talijanskom.

## Djela
Napisao više djela, a na hrvatski su prevedena:
- Vrijeme što ostaje
- Homo sacer: suverena moć i goli život
- Ono što ostaje od Auschwitza
- Izvanredno stanje
- Ideja proze
- Bartelbj ili o kontigendji
- Golaća

## Vanjske poveznice
- Giorgio Agamben u internetskoj bazi filmova IMDb-u (engl.)